# The A.V. Club
The A.V. Club is een online krant en entertainmentwebsite met recensies, interviews en artikelen over films, muziek, televisie, boeken, games en andere onderwerpen uit de popcultuur-media. The A.V. Club startte in 1993 als een toevoeging aan haar moederorganisatie, The Onion. Hoewel The A.V. Club deel uitmaakte van de website van The Onion sinds 1996, had ze op dat moment slechts een minimale aanwezigheid op de website. In 2005 vond een herontwerp van de website plaats zodat ze een meer prominente positie zou innemen, waardoor de online aanwezigheid zou groeien. In tegenstelling tot The Onion is The A.V. Club niet satirisch. De naam is een verwijzing naar audiovisuele "clubs" die kenmerkend zijn voor Amerikaanse highschools.
In 2017 won The A.V. Club een Eisner Award in de categorie "Best Comics-Related Periodical/Journalism (for works published in 2016)". De prijs werd gegeven aan de redacteurs Oliver Sava, Caitlin Rosberg, Shea Hennum en Tegan O’Neil.